# Stephen Allen
Stephen Allen (2 luglio 1767 – 28 luglio 1852) è stato un politico statunitense, 55° sindaco di New York.